# Tutte le mamme
Tutte le mamme è un brano musicale composto da Umberto Bertini ed Eduardo Falcocchio, vincitore del Festival di Sanremo 1954 nell'interpretazione di Giorgio Consolini in coppia con Gino Latilla.

## Il brano
Il testo tratta dell'amore delle mamme per i loro figli. Nella canzone le mamme sono viste come delle madonne che vegliano sul loro bambino.

### Classifica annuale
| Classifica (1954) | Posizione | Artista           |
| ----------------- | --------- | ----------------- |
| Italia            | 21        | Gino Latilla      |
| Italia            | 13        | Giorgio Consolini |